# Kosmos (satélite)
Kosmos (8A92), em russo Ко́смос que significa Cosmos, foi a nomenclatura usada para uma enorme quantidade de satélites operados pela União Soviética, e em seguida pela Rússia. O Kosmos 1, o primeiro da série, foi lançado em 16 de Março de 1962. 
Em Setembro de 2010, mais de 2.400 satélites com a identificação "Kosmos", haviam sido lançados. Eles não formam um programa definido. Pode-se dizer que seriam o conjunto de todos os satélites militares Soviéticos e Russos, além de um grande número de satélites científicos e também de alguns artefatos que falharam na decolagem mas chegaram a atingir uma órbita.
Sistemas de controle para 152 satélites da série Kosmos foram desenvolvidos e fabricados pelo NPO Electropribor (na cidade de Carcóvia).

## Antecedentes
No ano de 1961, foram efetuados três tentativas de lançamento de satélites que falharam, e por isso mesmo, também foram designados como fazendo parte da série Kosmos.
Tendo sido designados* de Kosmos 1a, 1b e 1c respectivamente, o primeiro lançamento ocorreu em 27 de Outubro, e nos meses seguinte, o segundo em 21 de Novembro e o terceiro em 11 de Dezembro. 
* — Apesar de não oficial, esta é a designação mais frequentemente usada e aceita
Entre os muitos tipos de satélite designados como "Kosmos", destacam-se
- Satélites de reconhecimento ótico;
- de comunicação;
- de alerta antecipado de mísseis;
- de reconhecimento por radar;
- armas antissatélites e seus alvos;
- de navegação e localização
- de demonstração de tecnologia

## Os primeiros

### Kosmos 1
O Kosmos 1, também conhecido como Sputnik 11, foi lançado em 16 de Março de 1962 as 12:00:00 UTC.
Massa orbital de 285 kg. Foi o primeiro satélite da série soviética de monitoração terrestre.
Empregou ondas de rádio para estudar a estrutura da ionosfera.

### Kosmos 2
O Kosmos 2, também conhecido como Sputnik 12, foi lançado em 6 de Abril de 1962 as 17:16:00 UTC.
Massa orbital de 285 kg. Foi o segundo satélite da série soviética de monitoração terrestre.
Empregou ondas de rádio para estudar a estrutura da ionosfera.

### Kosmos 3
O Kosmos 3, também conhecido como Sputnik 13, foi lançado em 24 de Abril de 1962 as 04:04:00 UTC.
Massa orbital de 330 kg. Pertenceu a série soviética de monitoração terrestre.
Foi usado para estudar as camadas mais altas da atmosfera. Dados foram enviados a Terra por um sistema de telemetria multicanal com memória autônoma.

### Kosmos 4
O Kosmos 4, também conhecido como Sputnik 14, foi lançado em 26 de Abril de 1962 as 10:04:00 UTC.
Massa orbital de 4.600 kg. Pertenceu a série soviética de monitoração terrestre.
Foi usado para estudar as camadas mais altas da atmosfera, mais especificamente efetuando medições de radiação entes e depois dos testes nucleares Norte americanos do projeto Starfish. Dados foram enviados a Terra por um sistema de telemetria multicanal com memória autônoma.

### Kosmos 5
O Kosmos 5, também conhecido como Sputnik 15, foi lançado em 28 de Maio de 1962 as 03:07:00 UTC.
Massa orbital de 280 kg. Pertenceu a série soviética de monitoração terrestre.
Foi usado para estudar as camadas mais altas da atmosfera. Dados foram enviados a Terra por um sistema de telemetria multicanal com memória autônoma.

### Kosmos 6
O Kosmos 6, também conhecido como Sputnik 16, foi lançado em 30 de Junho de 1962 as 16:04:00 UTC.
Massa orbital de 355 kg. Foi um satélite militar Soviético do tipo DS (Dnepropetrovsk Sputnik) construído na Ucrânia para ser lançado por lançadores da família Kosmos. Foi usado para pesquisas e testes de componentes científicos e militares.

### Kosmos 7
O Kosmos 7, também conhecido como Sputnik 17, foi lançado em 28 de Julho de 1962 as 09:21:00 UTC.
Massa orbital de 4.600 kg. Foi usado para estudar as camadas mais altas da atmosfera. Dados foram enviados a Terra por um sistema de telemetria multicanal com memória autônoma. Também foi usado para medir a radiação no ambiente espacial para garantir a segurança durante o voo das espaçonaves Vostok 3 e Vostok 4.

### Kosmos 8
O Kosmos 8, também conhecido como Sputnik 18, foi lançado em 18 de Agosto de 1962 as 05:02:00 UTC.
Massa orbital de 337 kg. Foi um satélite militar Soviético do tipo DS (Dnepropetrovsk Sputnik) construído na Ucrânia para ser lançado por lançadores da família Kosmos. Foi usado para pesquisas e testes de componentes científicos e militares.

## Ligações Externas
- Cosmos unmasked: studying Soviet and Russian space history in the 21st century by Dwayne A. Day]
- Recoverable Satellites under the Cosmos Programme